# Challand-Saint-Anselme
Pour l'ancienne commune, voir Challant.
Challand-Saint-Anselme est une commune italienne alpine de la région Vallée d'Aoste, située dans le bas Val d'Ayas.

## Géographie

Localisation de la commune de Challand-Saint-Anselme à l'intérieur de la Vallée d'Aoste.

### Ru d'Arlaz
Voir lien externe au fond de l'article
Challand-Saint-Anselme est longé par  le ru d'Arlaz, qui naît à Brusson, l'un des plus importants rus de la Vallée d'Aoste, creusé au XVe siècle pour arroser avec les eaux de l'Évançon les zones exposées au sud, et donc plus sèches, entre les actuelles communes de Brusson, de Challand-Saint-Anselme, de Montjovet, d'Émarèse et de Verrès.

## Histoire
Cette commune fit partie du fief personnel de la Maison de Challant, vicomtes d'Aoste, qui devinrent les Seigneurs et ensuite les Comtes de Challant (15 août 1424). La paroisse fut érigée par Pierre-François de Sales (neveu de saint François de Sales), évêque d'Aoste, le 6 juin 1746. Le titulaire est Saint Anselme d'Aoste, la plus importante personnalité valdôtaine de tous les temps, fêté le 21 avril. La commune fut établie vers la fin du XVIIIe siècle, mais jusqu'à 1754 le conseil de la communauté challandine s'organisa autonomement, séparée des lois en vigueur dans la commune limitrophe de Challand-Saint-Victor.
Le 26 avril 1928, par le décret royal no 1088 (entré en vigueur le 31 mai 1928), le gouvernement fasciste unifia les deux communes en une seule entité administrative sous le nom de Challant, dont le siège fut fixé au hameau de Ville, siège de l'ancienne  commune de Challand-Saint-Victor. Cet événement causa le mécontentement de la population. En 1939, selon la politique d'italianisation des toponymes valdôtains, qui concerna 32 autres communes au val d'Aoste, la commune de Challant reçut la dénomination de Villa Sant'Anselmo (par le décret royal no 1442 du 22 juillet 1939).
Après la chute du régime fasciste, et grâce à la guerre de résistance des partisans valdôtains, le premier décret d'autonomie  de la Vallée d'Aoste (n. 545 du 7 septembre 1945) est promulgué par le prince Humbert II de Savoie, lieutenant général du royaume d'Italie, encore sous la tutelle de Gouvernement militaire alliée.
En particulier, ce décret :
- Abolit la Province d'Aoste et sa préfecture, établie en 1927 par les autorités fascistes, et les 113 communes canavésainnes furent réinsérées dans la province de Turin (région Piémont) ;
- Promeut la création de la Circonscription autonome de la Vallée d'Aoste, en attribuant ainsi toutes les compétences du préfet au président du Conseil de la Vallée d'Aoste (la « région » en tant qu'entité administrative n'existant pas encore à cette époque) ;
- Rétablit la toponymie originale pré-fasciste des communes, en langue française.

Ce décret entra en vigueur le 1er janvier 1946, et la commune reprit le nom de Challant. Ce ne fut que le 12 septembre 1946, par un décret du président du Conseil de la Vallée d'Aoste (no 9496/I), entré en vigueur le 20 septembre suivant, que les deux anciennes communes furent enfin rétablies, avec leur toponymie originale de Challant-Saint-Anselme et Challant-Saint-Victor.
La loi régionale du 9 décembre 1976 (no 61) a enfin disposé le d final, sur la base d'une forme plus ancienne et citée plus fréquemment.

## Monument et lieux d'intérêt
- L'église paroissiale Saint-Anselme ;
- Le sanctuaire Sainte-Anne ;
- Les moulins de Ruvère et de Quinçod ;
- Les mines de Béchaz et Orbeillaz : autrefois ici étaient extraits le quartz aurifère à l'époque des Salasses, tandis que par la suite à l'époque des Romains des gisements de plomb, de cuivre, d'or et d'argent ont été découverts.

## Sport
Dans cette commune se pratique le tsan, l'un des sports traditionnels valdôtains.

## Administration
| Période                                  | Période     | Identité            | Étiquette     | Qualité |
| ---------------------------------------- | ----------- | ------------------- | ------------- | ------- |
| 9 mai 2005                               | 24 mai 2010 | Gratien Grosjacques | Liste civique | Syndic  |
| 24 mai 2010                              | 2015        | Richard Perret      | Liste civique | Syndic  |
| 2015                                     | En cours    | Pierre Dufour       | Liste civique | Syndic  |
| Les données manquantes sont à compléter. |             |                     |               |         |

### Hameaux
Quinçod (chef-lieu), Corliod, Tilly, Châtillonet, Bachamp, Ruvère, Tollégnaz, Moussanet, Allésaz, Maé, Pésan, Orbeillaz, Arbaz, Plésod

### Communes limitrophes
Brusson, Challand-Saint-Victor, Emarèse, Issime